# São Domingos do Capim
São Domingos do Capim é um município brasileiro do estado do Pará, pertencente à região nordeste do estado, com uma área de aproximadamente 1.677 km². Localiza-se na Região Norte do Brasil, distante 2 016 quilômetros de Brasília, a capital federal.

## História
Fundada em 1758 por Francisco Xavier de Mendonça Furtado (irmão do Marquês de Pombal) o pequeno povoado que em seus primórdios se chamava de São Domingos da Boa Vista, teve sua origem com as primeiras incursões portuguesas nos rios Guamá, Capim e Guajará.
O nome São Domingos é uma homenagem ao fundador da ordem dominicana Domingos de Gusmão, pois antes de sua fundação havia uma freguesia de padres missionário dominicanos realizando o trabalho de catequese com os nativos.
Em 19 de agosto de 1932, com o Decreto Estadual nº 720, a denominação do município foi alterada, passando a se chamar São Domingos do Capim, em homenagem ao Santo Padroeiro e ao rio Capim.

## Desmembramento
O município de São Domingos do capim já foi tão grande que abrigava em seu território os municípios: Bujaru (1943); Paragominas (1965); Rondon do Pará (1982); Ipixuna do Pará(1991); Aurora do Pará (1991).
O desmembramento se deu pelo desenvolvimento econômico dessas regiões, até mais do que a própria sede, o que levou os mesmos a lutarem por sua independência política.

## Religião
A cidade tem como Santo Padroeiro São Domingos de Gusmão, mas considerável parte da população capimense é formado por cristãos protestantes.

## Festividades
- Festival e Surf na Pororoca
- CarnaCapim
- Festival do Exagero
- Círio de Nazaré
- Festival da Mandioca
- Festival de Verão
- Festividade São Domingos de Gusmão
- Festival da Canção
- Aniversario do Município
- Semana da Pátria
- Festival do Açaí

## Geografia
Ocupando uma área de área de 1.677,249 km² (latitude 01º40'27" sul e a uma longitude 47º46'16" oeste, estando a uma altitude de 20 metros), São Domingos do Capim conta atualmente com 29.846 habitantes (CENSO 2010). Limita-se com os municípios de São Miguel do Guamá, Irituia, Mãe do Rio, Aurora do Pará, Tomé-Açu, Concórdia do Pará e Bujaru.
- Relevo: Planície amazônica
- Vegetação: Floresta Amazônica

## Infraestrutura

### Escolas
- E E E Fun. e Méd. Dr. Maroja Neto
- E E Fun. Vicentina Sodré de Araújo
- E M E Fun. Manoel Bernardo da Luz
- E M E Fun. Cândido Lopes de Oliveira
- E M E Fun. João da Silva Lobo
- E M E Fun. Monte de Ouro
- E M E F São José III
- E M E F Sagrado Coração de Jesus
- E M E F Dom Eliseu Maria Coroli

## Como chegar
Seguindo de Belém pela BR-316 e entrando na PA-127, cruzando o Rio Guamá, chega-se à São Domingos do Capim; São 130 km, em viagem de duas horas.